# غريغ بينس
غريغوري جوزيف بينس (بالإنجليزية: Gregory Joseph Pence)‏ هو سياسي أمريكي من الحزب الجمهوري ولد في يوم 14 نوفمبر 1956 في بلدة كولومبوس في إنديانا. حصل على شهادة البكلوريوس في اللاهوت والفلسفة من جامعة لويولا شيكاغو وحصل منها أيضاً على شهادة الأستاذية في إدارة الأعمال. انتخب في سنة 2018 لعضوية مجلس النواب الأمريكي عن المقاطعة السادسة في ولاية إنديانا للوك ميسر. غريغ بينس هو الشقيق الأكبر لنائب الرئيس الأمريكي السابق ومحافظ إنديانا السابق مايك بنس.